# Ханс Шпеман
Ханс Шпеман (на немски: Hans Spemann) е германски биолог, ембриолог и носител на Нобелова награда.

## Биография
Роден е на 27 юни 1869 година в Щутгарт, Германия, син на издателя Вилхелм Шпеман (1844 – 1910). През 1891 г. се записва да следва в медицинския факултет на Рупрехт-Карлс-университет Хайделберг. През зимата на 1893 – 1894 г. следва в Мюнхен. От пролетта на 1894 до 1908 г. работи в зоологическия институт във Вюрцбург и през 1895 г. завършва следването си по зоология, ботаника и физика.
От 1908 г. Шпеман е професор по обща зоология и анатомия в университет Росток. От 1923 до 1924 г. е ректор на университета Фрайбург. 
През 1935 г. Шпеман получава Нобелова награда за физиология или медицина.
Умира на 9 септември 1941 година във Фрайбург в Брайсгау.